# 1740 Paavo Nurmi
1740 Paavo Nurmi è un asteroide della fascia principale. Scoperto nel 1939, presenta un'orbita caratterizzata da un semiasse maggiore pari a 2,4660267 UA e da un'eccentricità di 0,1910399, inclinata di 2,00064° rispetto all'eclittica.
L'asteroide è dedicato al mezzofondista Paavo Nurmi.